# Frankrijk op het wereldkampioenschap voetbal 1986
Frankrijk was een van de 24 deelnemende landen aan het wereldkampioenschap voetbal 1986 dat in Mexico werd gehouden. Het West-Europese land nam voor de negende keer in de geschiedenis deel aan de WK-eindronde. De laatste keer was in 1982, toen Frankrijk als vierde eindigde na een 3-2 nederlaag in de troostfinale tegen Polen .

## WK-kwalificatie
Frankrijk plaatste zich in kwalificatiegroep 4 van de UEFA-zone door als eerste te eindigen, vlak voor Bulgarije, met elf punten uit acht kwalificatieduels (vijf overwinningen, één gelijkspel en twee nederlagen).

|                                           |           |                                                                                 |           |                                                                                             |
| 13 oktober 1984 WK-kwalificatie 15:30 uur | Luxemburg | 0 – 4                                                                           | Frankrijk | Stade Municipal, Luxemburg Toeschouwers: 10.000 Scheidsrechter: Henning Lund-Sørensen (DEN) |
| 13 oktober 1984 WK-kwalificatie 15:30 uur |           | 2' Patrick Battiston 12' Michel Platini 24' Yannick Stopyra 32' Yannick Stopyra |           | Stade Municipal, Luxemburg Toeschouwers: 10.000 Scheidsrechter: Henning Lund-Sørensen (DEN) |

|                                  |                           |       |           |                                                                                           |
| 21 november 1984 WK-kwalificatie | Frankrijk                 | 1 – 0 | Bulgarije | Parc des Princes, Parijs Toeschouwers: 42.084 Scheidsrechter: Karl-Heinz Tritschler (FRG) |
| 21 november 1984 WK-kwalificatie | Michel Platini 62' (pen.) |       |           | Parc des Princes, Parijs Toeschouwers: 42.084 Scheidsrechter: Karl-Heinz Tritschler (FRG) |

|                                 |                                          |       |                                |                                                                                   |
| 8 december 1984 WK-kwalificatie | Frankrijk                                | 2 – 0 | Duitse Democratische Republiek | Parc des Princes, Parijs Toeschouwers: 43.174 Scheidsrechter: Paolo Casarin (ITA) |
| 8 december 1984 WK-kwalificatie | Yannick Stopyra 32' Philippe Anziani 89' |       |                                | Parc des Princes, Parijs Toeschouwers: 43.174 Scheidsrechter: Paolo Casarin (ITA) |

|                              |             |       |           |                                                                                      |
| 3 april 1985 WK-kwalificatie | Joegoslavië | 0 – 0 | Frankrijk | Koševo Stadion, Sarajevo Toeschouwers: 50.000 Scheidsrechter: Erik Fredriksson (SWE) |
| 3 april 1985 WK-kwalificatie |             |       |           | Koševo Stadion, Sarajevo Toeschouwers: 50.000 Scheidsrechter: Erik Fredriksson (SWE) |

|                            |                                       |       |           |                                                                                       |
| 2 mei 1985 WK-kwalificatie | Bulgarije                             | 2 – 0 | Frankrijk | Vasil Levski Stadion, Sofia Toeschouwers: 57.000 Scheidsrechter: Brian McGinlay (SCO) |
| 2 mei 1985 WK-kwalificatie | Georgi Dimitrov 11' Nasko Sirakov 61' |       |           | Vasil Levski Stadion, Sofia Toeschouwers: 57.000 Scheidsrechter: Brian McGinlay (SCO) |

|                                   |                                   |       |           |                                                                                  |
| 11 september 1985 WK-kwalificatie | Duitse Democratische Republiek    | 2 – 0 | Frankrijk | Zentralstadion, Leipzig Toeschouwers: 78.000 Scheidsrechter: Pietro d'Elia (ITA) |
| 11 september 1985 WK-kwalificatie | Rainer Ernst 53' Ronald Kreer 81' |       |           | Zentralstadion, Leipzig Toeschouwers: 78.000 Scheidsrechter: Pietro d'Elia (ITA) |

|                                 | |       |           |                                                                                        |
| 30 oktober 1985 WK-kwalificatie | Frankrijk | 6 – 0 | Luxemburg | Parc des Princes, Parijs Toeschouwers: 28.597 Scheidsrechter: Michal Listkiewicz (POL) |
| 30 oktober 1985 WK-kwalificatie | Dominique Rocheteau 4' José Touré 24' Dominique Rocheteau 29' Alain Giresse 36' Luis Fernández 47' Dominique Rocheteau 48' |       |           | Parc des Princes, Parijs Toeschouwers: 28.597 Scheidsrechter: Michal Listkiewicz (POL) |

|                                  |                                      |       |             |                                                                                   |
| 16 november 1985 WK-kwalificatie | Frankrijk                            | 2 – 0 | Joegoslavië | Parc des Princes, Parijs Toeschouwers: 45.670 Scheidsrechter: Alexis Ponnet (BEL) |
| 16 november 1985 WK-kwalificatie | Michel Platini 3' Michel Platini 71' |       |             | Parc des Princes, Parijs Toeschouwers: 45.670 Scheidsrechter: Alexis Ponnet (BEL) |

### Eindstand
| # | Team                           | Pnt | Wed | W | G | V | DV | DT | DS  |
| - | ------------------------------ | --- | --- | - | - | - | -- | -- | --- |
| 1 | Frankrijk                      | 11  | 8   | 5 | 1 | 2 | 15 | 4  | +11 |
| 2 | Bulgarije                      | 11  | 8   | 5 | 1 | 2 | 13 | 5  | +8  |
| 3 | Duitse Democratische Republiek | 10  | 8   | 5 | 0 | 3 | 16 | 9  | +7  |
| 4 | Joegoslavië                    | 8   | 8   | 3 | 2 | 3 | 7  | 8  | −1  |
| 5 | Luxemburg                      | 0   | 8   | 0 | 0 | 8 | 2  | 27 | −25 |

## Oefeninterlands
Frankrijk speelde twee oefeninterlands in de aanloop naar het WK voetbal in Mexico.

|                                    |           |       |               |                                                                                         |
| 26 februari 1986 Vriendschappelijk | Frankrijk | 0 – 0 | Noord-Ierland | Parc des Princes, Parijs Toeschouwers: 28.909 Scheidsrechter: Alphonse Constantin (BEL) |
| 26 februari 1986 Vriendschappelijk |           |       |               | Parc des Princes, Parijs Toeschouwers: 28.909 Scheidsrechter: Alphonse Constantin (BEL) |

|                               |                                               |       |            |                                                                                   |
| 26 mei 1986 Vriendschappelijk | Frankrijk                                     | 2 – 0 | Argentinië | Parc des Princes, Parijs Toeschouwers: 40.045 Scheidsrechter: Franz Gächter (SUI) |
| 26 mei 1986 Vriendschappelijk | Jean-Marc Ferreri 15' Philippe Vercruysse 80' |       |            | Parc des Princes, Parijs Toeschouwers: 40.045 Scheidsrechter: Franz Gächter (SUI) |

## Selectie
data corresponderend met situatie voorafgaand aan toernooi
| Nummer / Naam      | Nummer / Naam           | Geboortedatum | Caps | Goals | Club                  | Duels | Goal | Kreeg geel | Kreeg voor de tweede keer geel en dus rood | Weggestuurd |
| Doel               | Doel                    | Doel          | Doel | Doel  | Doel                  | Doel  | Doel | Doel       | Doel                                       | Doel        |
| ------------------ | ----------------------- | ------------- | ---- | ----- | --------------------- | ----- | ---- | ---------- | ------------------------------------------ | ----------- |
| 1                  | Joël Bats               | 04/01/1957    | 23   | 0     | Paris Saint-Germain   | 6     | 0    | 0          | 0                                          | 0           |
| 21                 | Philippe Bergeroo       | 13/01/1954    | 3    | 0     | Toulouse FC           | 0     | 0    | 0          | 0                                          | 0           |
| 22                 | Albert Rust             | 10/10/1953    | 0    | 0     | FC Sochaux            | 1     | 0    | 0          | 0                                          | 0           |
| Verdediging        |                         |               |      |       |                       |       |      |            |                                            |             |
| 2                  | Manuel Amoros           | 01/02/1962    | 32   | 0     | AS Monaco             | 7     | 1    | 1          | 0                                          | 0           |
| 3                  | William Ayache          | 10/01/1961    | 9    | 0     | FC Nantes             | 4     | 0    | 2          | 0                                          | 0           |
| 4                  | Patrick Battiston       | 12/03/1957    | 42   | 3     | Girondins Bordeaux    | 7     | 0    | 0          | 0                                          | 0           |
| 5                  | Michel Bibard           | 30/11/1958    | 5    | 0     | Paris Saint-Germain   | 1     | 0    | 0          | 0                                          | 0           |
| 6                  | Maxime Bossis           | 26/06/1955    | 69   | 1     | Racing Club de France | 7     | 0    | 0          | 0                                          | 0           |
| 7                  | Yvon Le Roux            | 19/04/1960    | 18   | 1     | FC Nantes             | 1     | 0    | 0          | 0                                          | 0           |
| 8                  | Thierry Tusseau         | 19/01/1958    | 18   | 0     | Girondins Bordeaux    | 4     | 0    | 0          | 0                                          | 0           |
| Middenveld         |                         |               |      |       |                       |       |      |            |                                            |             |
| 9                  | Luis Fernández          | 02/01/1959    | 28   | 3     | Paris Saint-Germain   | 6     | 1    | 1          | 0                                          | 0           |
| 10                 | Michel Platini ( 15px') | 21/06/1955    | 63   | 39    | Juventus FC           | 6     | 2    | 0          | 0                                          | 0           |
| 11                 | Jean-Marc Ferreri       | 26/12/1962    | 14   | 2     | AJ Auxerre            | 4     | 1    | 0          | 0                                          | 0           |
| 12                 | Alain Giresse           | 02/08/1952    | 41   | 6     | Girondins Bordeaux    | 6     | 0    | 0          | 0                                          | 0           |
| 13                 | Bernard Genghini        | 18/01/1958    | 25   | 5     | AS Monaco             | 1     | 1    | 0          | 0                                          | 0           |
| 14                 | Jean Tigana             | 23/06/1955    | 40   | 0     | Girondins Bordeaux    | 7     | 1    | 0          | 0                                          | 0           |
| 15                 | Philippe Vercruysse     | 28/01/1962    | 2    | 1     | RC Lens               | 3     | 0    | 0          | 0                                          | 0           |
| Aanval             |                         |               |      |       |                       |       |      |            |                                            |             |
| 16                 | Bruno Bellone           | 14/03/1962    | 24   | 2     | AS Monaco             | 4     | 0    | 0          | 0                                          | 0           |
| 17                 | Jean-Pierre Papin       | 05/11/1963    | 1    | 0     | Club Brugge           | 4     | 2    | 0          | 0                                          | 0           |
| 18                 | Dominique Rocheteau     | 14/01/1955    | 45   | 14    | Paris Saint-Germain   | 4     | 1    | 1          | 0                                          | 0           |
| 19                 | Yannick Stopyra         | 09/01/1961    | 16   | 6     | Toulouse FC           | 6     | 2    | 0          | 0                                          | 0           |
| 20                 | Daniel Xuereb           | 22/06/1959    | 3    | 0     | RC Lens               | 1     | 0    | 0          | 0                                          | 0           |
| Bondscoach         |                         |               |      |       |                       |       |      |            |                                            |             |
| Vlag van Frankrijk | Henri Michel            | 29/10/1947    |      |       |                       |       |      |            |                                            |             |

## WK-wedstrijden

### Groep C
|                       |        |           |                       |                                                                                |
| 1 juni 1986 16:00 uur | Canada | 0 – 1     | Frankrijk             | Estadio Nou Camp, León Toeschouwers: 35.748 Scheidsrechter: Hernán Silva (CHI) |
| 1 juni 1986 16:00 uur |        | (details) | 79' Jean-Pierre Papin | Estadio Nou Camp, León Toeschouwers: 35.748 Scheidsrechter: Hernán Silva (CHI) |

|                       |                    |           |                  |                                                                                        |
| 5 juni 1986 12:00 uur | Frankrijk          | 1 – 1     | Sovjet-Unie      | Estadio Nou Camp, León Toeschouwers: 36.540 Scheidsrechter: Romualdo Arppi Filho (BRA) |
| 5 juni 1986 12:00 uur | Luis Fernández 62' | (details) | 54' Vassili Rats | Estadio Nou Camp, León Toeschouwers: 36.540 Scheidsrechter: Romualdo Arppi Filho (BRA) |

|                       |           |           |                                                             |                                                                                        |
| 9 juni 1986 12:00 uur | Hongarije | 0 – 3     | Frankrijk                                                   | Estadio Nou Camp, León Toeschouwers: 31.420 Scheidsrechter: Carlos Silva Valente (POR) |
| 9 juni 1986 12:00 uur |           | (details) | 30' Yannick Stopyra 63' Jean Tigana 84' Dominique Rocheteau | Estadio Nou Camp, León Toeschouwers: 31.420 Scheidsrechter: Carlos Silva Valente (POR) |

### Eindstand
| Land        | Wed | Win | Gel | Ver | DV | DT | +/− | Pnt |
| ----------- | --- | --- | --- | --- | -- | -- | --- | --- |
| Sovjet-Unie | 3   | 2   | 1   | 0   | 9  | 1  | 8   | 5   |
| Frankrijk   | 3   | 2   | 1   | 0   | 5  | 1  | 4   | 5   |
| Hongarije   | 3   | 1   | 0   | 2   | 2  | 9  | –7  | 2   |
| Canada      | 3   | 0   | 0   | 3   | 0  | 5  | –5  | 0   |

### Achtste finale
|                        |        |           |                                        | |
| 17 juni 1986 12:00 uur | Italië | 0 – 2     | Frankrijk                              | Estadio Olímpico Universitario, Mexico-Stad Toeschouwers: 70.000 Scheidsrechter: Carlos Espósito (ARG) |
| 17 juni 1986 12:00 uur |        | (details) | 16' Michel Platini 56' Yannick Stopyra | Estadio Olímpico Universitario, Mexico-Stad Toeschouwers: 70.000 Scheidsrechter: Carlos Espósito (ARG) |

### Kwartfinale
|                        |                                         |           |                                                                           |                                                                                   |
| 21 juni 1986 12:00 uur | Brazilië                                | 1 – 1     | Frankrijk                                                                 | Estadio Jalisco, Guadalajara Toeschouwers: 65.000 Scheidsrechter: Ioan Igna (ROM) |
| 21 juni 1986 12:00 uur | Careca 18'                              | (details) | 42' Michel Platini                                                        | Estadio Jalisco, Guadalajara Toeschouwers: 65.000 Scheidsrechter: Ioan Igna (ROM) |
| 21 juni 1986 12:00 uur | Strafschoppen                           |           |                                                                           | Estadio Jalisco, Guadalajara Toeschouwers: 65.000 Scheidsrechter: Ioan Igna (ROM) |
| 21 juni 1986 12:00 uur | Sócrates Alemão Zico Branco Júlio César | 3 – 4     | Yannick Stopyra Manuel Amoros Bruno Bellone Michel Platini Luis Fernández | Estadio Jalisco, Guadalajara Toeschouwers: 65.000 Scheidsrechter: Ioan Igna (ROM) |

### Halve finale
|                        |           |           |                                   |                                                                                       |
| 25 juni 1986 12:00 uur | Frankrijk | 0 – 2     | West-Duitsland                    | Estadio Jalisco, Guadalajara Toeschouwers: 45.000 Scheidsrechter: Luigi Agnolin (ITA) |
| 25 juni 1986 12:00 uur |           | (details) | 9' Andreas Brehme 89' Rudi Völler | Estadio Jalisco, Guadalajara Toeschouwers: 45.000 Scheidsrechter: Luigi Agnolin (ITA) |

### Troostfinale
|                        |                                                                                             |           |                                    |                                                                                       |
| 28 juni 1986 12:00 uur | Frankrijk                                                                                   | 4 – 2     | België                             | Estadio Cuauhtémoc, Puebla Toeschouwers: 21.000 Scheidsrechter: George Courtney (ENG) |
| 28 juni 1986 12:00 uur | Jean-Marc Ferreri 27' Jean-Pierre Papin 43' Bernard Genghini 103' Manuel Amoros 109' (pen.) | (details) | 11' Jan Ceulemans 73' Nico Claesen | Estadio Cuauhtémoc, Puebla Toeschouwers: 21.000 Scheidsrechter: George Courtney (ENG) |

FFF · A-internationals · Selecties · Bondscoaches · Frans vrouwenelftal · Olympisch elftal · Frankrijk U21 · Frankrijk U20 · Frankrijk U19 · Frankrijk U18 · Frankrijk U17 · Frankrijk U16 · Vrouwen U17
1904 – 1919 ·
1920 – 1929 ·
1930 – 1939 ·
1940 – 1949 ·
1950 – 1959 ·
1960 – 1969 ·
1970 – 1979 ·
1980 – 1989 ·
1990 – 1999 ·
2000 – 2009 ·
2010 – 2019 ·
2020 – 2029
EK's: 1984 · 
1992 · 
1996 · 
2000 · 
2004 · 
2008 · 
2012 · 
2016 · 
2020 · 
2024
WK's: 1930 · 
1934 · 
1938 · 
1954 · 
1958 · 
1966 · 
1978 · 
1982 · 
1986 · 
1998 · 
2002 · 
2006 · 
2010 · 
2014 · 
2018 · 
2022
OS: 1900 · 
1908 · 
1920 · 
1924 · 
1948 · 
1952 · 
1960 · 
1968 · 
1976 · 
1984 · 
1996 · 
2020
1904 · 
1905 · 
1906 · 
1907 · 
1908 · 
1909 · 
1910 · 
1911 · 
1912 · 
1913 · 
1914 · 
1915 · 1916 · 1917 · 1918 · 
1919 · 
1920 · 
1921 · 
1922 · 
1923 · 
1924 · 
1925 · 
1926 · 
1927 · 
1928 · 
1929 · 
1930 · 
1931 · 
1932 · 
1933 · 
1934 · 
1935 · 
1936 · 
1937 · 
1938 · 
1939 · 
1940 · 1941  · 
1942 · 
1943 · 1944  · 
1945 · 
1946 · 
1947 · 
1948 · 
1949 · 
1950 · 
1951 · 
1952 · 
1953 · 
1954 · 
1955 · 
1956 · 
1957 · 
1958 · 
1959 ·
1960 · 
1961 · 
1962 · 
1963 · 
1964 · 
1965 · 
1966 · 
1967 · 
1968 · 
1969 ·
1970 · 
1971 · 
1972 · 
1973 · 
1974 · 
1975 · 
1976 · 
1977 · 
1978 · 
1979 ·
1980 · 
1981 · 
1982 · 
1983 · 
1984 · 
1985 · 
1986 · 
1987 · 
1988 · 
1989 · 
1990 · 
1991 · 
1992 · 
1993 · 
1994 · 
1995 · 
1996 · 
1997 · 
1998 · 
1999 · 
2000 · 
2001 · 
2002 · 
2003 · 
2004 · 
2005 · 
2006 · 
2007 · 
2008 · 
2009 · 
2010 · 
2011 · 
2012 · 
2013 · 
2014 · 
2015 · 
2016 · 
2017 · 
2018 ·
2019 ·
2020 ·
2021 ·
2022 ·
2023
Albanië ·
Algerije ·
Andorra ·
Argentinië ·
Armenië ·
Australië ·
Azerbeidzjan ·
België ·
Bolivia ·
Bosnië en Herzegovina ·
Brazilië ·
Bulgarije ·
Canada ·
Chili ·
China ·
Colombia ·
Costa Rica ·
Cyprus ·
Denemarken ·
Duitse Democratische Republiek ·
Duitsland ·
Ecuador ·
Egypte ·
Engeland ·
Estland ·
Faeröer ·
Finland ·
Georgië ·
Gibraltar ·
Griekenland ·
Honduras ·
Hongarije ·
Ierland ·
IJsland ·
Iran ·
Israël ·
Italië ·
Ivoorkust ·
Jamaica ·
Japan ·
Joegoslavië ·
Kameroen ·
Kazachstan ·
Koeweit ·
Kroatië ·
Letland ·
Litouwen ·
Luxemburg ·
Malta ·
Marokko ·
Mexico ·
Moldavië ·
Nederland ·
Nieuw-Zeeland ·
Nigeria ·
Noord-Ierland ·
Noorwegen ·
Oekraïne ·
Oostenrijk ·
Paraguay ·
Peru · 
Polen ·
Portugal ·
Roemenië ·
Rusland ·
Saoedi-Arabië ·
Schotland ·
Senegal ·
Servië ·
Slovenië ·
Slowakije ·
Sovjet-Unie ·
Spanje ·
Togo ·
Tsjechië ·
Tsjecho-Slowakije ·
Tunesië ·
Turkije ·
Uruguay ·
Verenigde Staten ·
Wales ·
Wit-Rusland ·
Zuid-Afrika ·
Zuid-Korea ·
Zweden ·
Zwitserland
Albanië (2016) ·
Argentinië (2018) ·
Argentinië (2022) ·
Australië (2018) · 
België (1904) · 
België (2018) · 
Brazilië (1998) · 
Brazilië (2006) · 
Denemarken (2002) · 
Denemarken (2018) ·
Duitsland (2014) · 
Duitsland (2021) · 
Ecuador (2014) · 
Engeland (1982) · 
Engeland (2012) · 
Engeland (2022) ·
Honduras (2014) · 
Hongarije (2021) · 
Italië (2000) · 
Italië (2006) · 
Italië (2008) · 
Japan (2001) · 
Kameroen (2003) · 
Koeweit (1982) · 
Kroatië (2018) · 
Marokko (2022) ·
Mexico (2010) · 
Nederland (2008) · 
Nigeria (2014) ·
Noord-Ierland (1982) · 
Oekraïne (2012) · 
Oostenrijk (1982) · 
Peru (2018) · 
Polen (1982) · 
Polen (2022) ·
Portugal (2006) · 
Portugal (2016) ·
Portugal (2021) ·
Roemenië (2008) ·
Roemenië (2016) ·
Senegal (2002) · 
Spanje (1984) ·
Spanje (2006) ·
Spanje (2012) ·
Spanje (2021) ·
Togo (2006) ·
Tsjecho-Slowakije (1982) ·
Uruguay (2002) ·
Uruguay (2010) ·
Uruguay (2018) ·
Zuid-Afrika (2010) ·
Zuid-Korea (2006) ·
Zweden (2012) ·
Zwitserland (2006) ·
Zwitserland (2014) ·
Zwitserland (2016) ·
Zwitserland (2021)